# Nieuwzorg

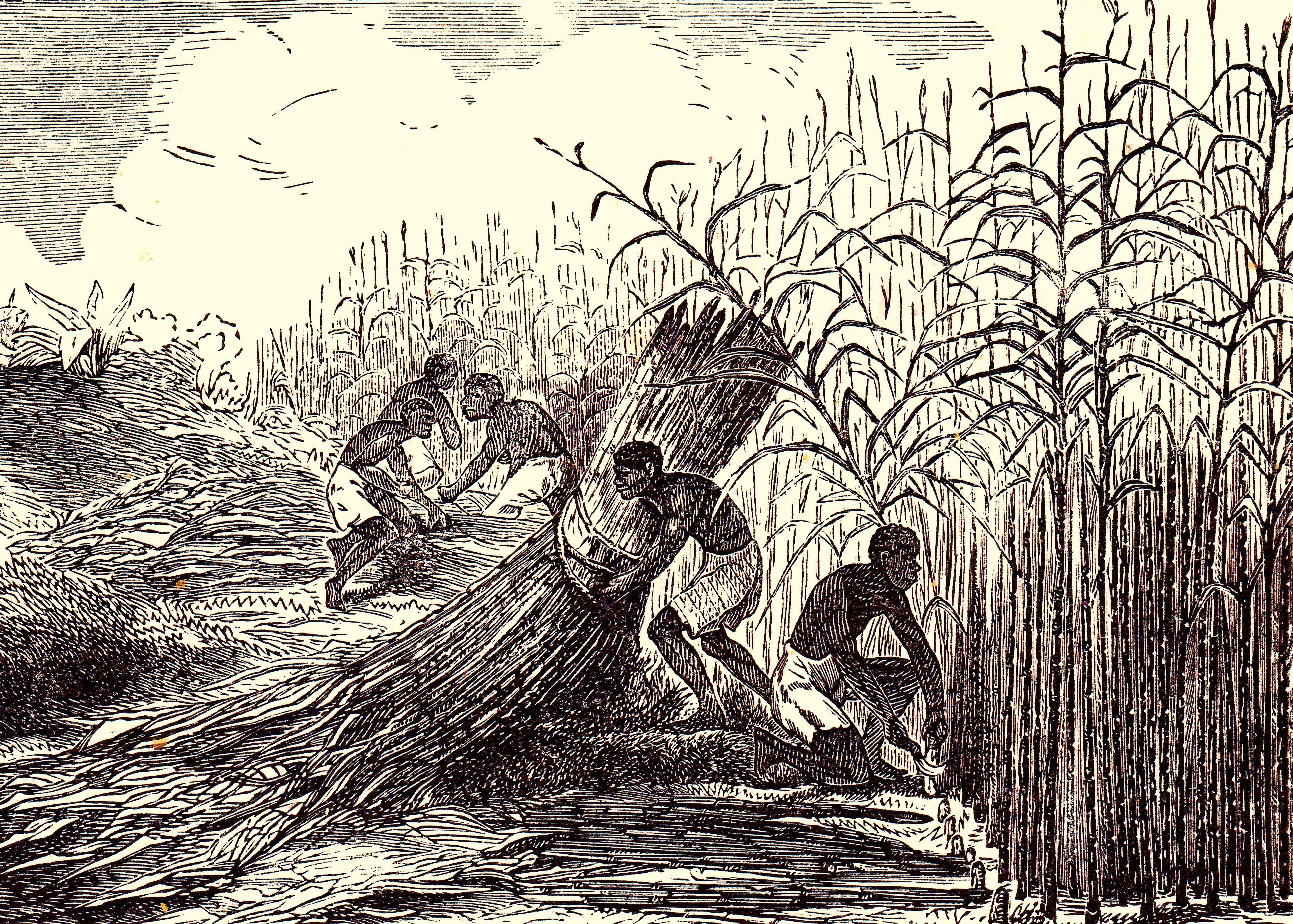
Suikerrietoogst

Nieuwzorg is een voormalige suikerplantage aan de Commetewanekreek in het district Commewijne in Suriname. 

## Geschiedenis
Het land naast de Commetewane wordt vanaf 1683 in cultuur gebracht met de uitgifte van 1500 akkers aan Andries Montfort. In 1710 worden 600 akkers uitgegeven aan Hendrick Mulder en vervolgens wordt in 1720 Isaac Tourton eigenaar van 1000 akkers.
De geschiedenis van Nieuwzorg (toen nog Nieuwsorgh) begint met het huwelijk van Sara Lodge en François de Bruin, de eigenaar van plantage La Solitude. Deze plantage telde 2500 akkers. Kort na het huwelijk overleed François en hertrouwde Sara met Gabriel de la Jaille. In 1735 hadden zij de landerijen van Montfort, Mulder en Tourton opgekocht en was Nieuwzorg, op de kaart van Lavaux uit 1737, 2345 akkers groot.
Daarna kochten zij 800 akkers van de plantage Castagneboom (later de Eendragt). De totale oppervlakte van Nieuwzorg kwam daarmee neer op 3150 akkers. 
In 1759 werd de plantage Oosterhuysen bij het bezit gevoegd. De oppervlakte van Oosterhuysen was 1400 akkers. La Solitude en Oosterhuysen werden door de familie gebruikt als kostgrond en weiland. Henriette Anne, de dochter van het stel, was degene die de plantage bleef beheren.
Henriette Anne trouwde in 1760 met Dirk Hatterman. Het bezit van De la Jaille ging via vererving en aankoop langzamerhand over naar de familie Hatterman. Uiteindelijk waren zij eigenaar van de drie plantages. In 1835 werden de plantages La Solitude en Oosterhuysen genoemd vanwege de houtproductie, een teken dat de gronden verlaten werden. In latere overzichten werden zij dan ook niet meer genoemd.
In 1830 werkten er 121 slaven op Nieuwzorg. In 1837 waren dat er 241. In 1863 werden er uiteindelijk 319 slaven geëmancipeerd. Na 1863 was de plantage niet overgestapt op contractarbeid; waarschijnlijk werd het bedrijf spoedig na 1863 buiten productie gesteld. De plantage Nieuwzorg werd in 1873 aangekocht door de familie Tuinfort, de ex-slavenbevolking van de naastgelegen plantage Fortuin.
A la bonne heure · Anna's Zorg · Akkerboom · Alliance · Alkmaar · Andresa · Auka · Andreesgift · Bantaskine · Barbados · Batavia · Beekenhorst · Belladrum · Bellevue · Belwaarde · Beninenburg · Berg en Dal · Bergen op Zoom · Berlijn (Commewijne) · Berlijn (Para) · Bethlehem · Boksweide · Boston · Botany Bay · Boxel · Bronswijk · Brouwerslust · Bruinendaal · Bucklebury · Buitenrust · Burnside · Cadrosspark · Caledonia · Campenburg · Cannewapibo · Catharina Sophia · Clevia  · Cliffort-Kokshoven · Clyde · Concordia · Concordia en een Kwart Lot · Courcabo · De Dageraad · De Goede Vriendschap · De Resolutie · De Vier Hendrikken · Diamond · Dijkveld · Domburg · Dordrecht · Eendragt · Elisabeth's Hoop · Ellen · L'Espérance (Nickerierivier) · L'Espérance (Surinamerivier) · Esthersrust · Fairfield · Fortuin · Flora · Florentia · Frederiksburg · Frederiksdorp · Frederikslust · Geertruidenberg · Geyersvlijt · Glensander · Gloria · Groot Chatillon · Groot Marseille · Guadeloupe · Hague · Hamburg · Hamilton · Hamptoncourt · Hannover · Hazard · Hebron · Hecht en Sterk · Hooyland · Hope · Houttuin · Huntly · Huwelijkszorg · Inverness · Jagtlust · Jodensavanne · Johan & Margaretha · Johanna Catharina · Johanna Maria · Johannesburg · John · Katwijk · Kent · Kerkshoven · Killenstein · Klein Bellevue · Kleinhoop · Krappahoek · Kroonenburg · Kwatta · La Jalousie · La Prosperité · La Rencontre · La Ressource (Saramacca) · La Ressource (Surinamerivier) · La Singularité · Laarwijk · Leasowes · Leliëndaal · Leonsberg · Livorno · Longmay · Lunenburg · Lust en Rust · Lustrijk · Maasstroom · Margarethenburg · Maria Petronella · Mariënbosch · Mariënburg · Margaretha's Gift · Mary's Hope · Meerzorg · Merveille · Moed en Kommer · Mon Bijou · Mon Souci · Mon Trésor · Monnikendam · Mopentibo · Morgenster · Moy · Nieuw Mocha · Nieuwzorg · Nieuwe Aanleg · De Nieuwe Grond · Nijd en Spijt · Novar · Nursery · Nut en Schadelijk · Onoribo · Onverwacht · Oranibo · Ornamibo · Overbrug · Overtoom 
· Oxford · Palestina · Paradise · Persévérance · Petersburg · Picardië · Peperpot · Pieterszorg · Plaisance · Poelwijk · Potosie · Purmerend · Reijnsdorp · Reijnsfort · Rijnberk · Roosenburg · Rorac · Rust en Werk · Rustenburg · Saltzhalen · Sans Souci · Saphir · Sarah · Sardam · Schaapstede · Schoonoord · Sinabo en Gelre · Sint Barbara · Sint Eustatius · Slootwijk · Sorgvliet · Spieringshoek · Standvastigheid · Suidwijn · Suzanna's Daal · Toevlugt (Surinamerivier) · Tout Lui Faut · Toledo · Totness · Tyronne · 't Vertrouwen · Victoria · Vierkinderen · Visserszorg · Voorburg · Voorzorg (Saramacca) · Vossenburg · Vredenburg · Vriendsbeleid en Ouderzorg · Vreeland · Waltonhall · Waldijk · Waterloo · Wederzorg · Welbedacht · Welgelegen (Commewijne) · Welgelegen (Coronie) · Welgevallen · Weltevreden · Wolffs Capoerica · Wolfenbüttel · 't Ylant · Zoelen · Zorg en Hoop (hout) · Zorg en Hoop (indigo) · Zorg en Hoop (katoen) · Zorg en Hoop (suiker)